# Нормална форма Грибах
У рачунарству, за контекстно-слободну граматику се каже да је у нормалној форми Грибах (ГНФ), ако су сва њена правила извођења облика:
{\displaystyle A\to \alpha X}
или
{\displaystyle S\to \lambda }
где је A нетерминални симбол, α је терминални симбол, X је (можда празан) низ нетерминалних симбола искључујући почетни симбол, S је почетни симбол, а λ је празан стринг.
Из овога следи да је граматика која је у нормалној форми Грибах без левих рекурзија.
Свака контекстно-слободна граматика може да се трансформише у еквивалентну граматику у нормалној форми Грибах. (Неке дефиниције не дозвољавају други од наведена два облика правила извођења, у ком случају контекстно-слободна граматика која може да генерише празну ниску не може да се трансформише у нормалну форму Грибах.) Ово може да се користи за доказ да сваки контекстно-слободни језик може да буде препознат од стране недетерминистичког потисног аутомата.
За дату граматику у ГНФ и ниску дужине n, изводљиву у тој граматици, сваки топ-даун парсер ће стати на дубини n.
Нормална форма Грибах је добила име по Шили Грибах.